# Nzema (Volk)
Die Nzema sind ein Volk in Ghana und der Elfenbeinküste, die auch Apolo, Appolo, Ndenye, Nzema und Nzima genannt werden. 
Dieses Volk lebt überwiegend im Südwesten von Ghana und bis hinter die Landesgrenze zur Elfenbeinküste. In Ghana lebt mit ca. 273.000 Nzema der Hauptteil der Ethnie in der Western Region. In der Elfenbeinküste leben ca. 88.000 Nzema in der Nähe der Grenze zu Ghana.
Nach dem Volk der Nzema wurde der Nzema East District in der Western Region Ghanas benannt. Ihre Sprache, das Nzema hat den Status einer Nationalsprache.

## Bekannte Nzema
- Anton Wilhelm Amo
- Kwame Nkrumah